# Championnat du Burkina Faso de football 2015-2016
Navigation
Saison précédente Saison suivante
La saison 2015-2016 du Championnat du Burkina Faso de football est la cinquante-quatrième édition de la première division au Burkina Faso, organisée sous forme de poule unique, le Championnat National, où toutes les équipes se rencontrent deux fois au cours de la saison. En fin de saison, les deux derniers du classement sont relégués et remplacés par les deux meilleures formations de deuxième division.
C'est le Rail Club du Kadiogo qui remporte la compétition cette saison après avoir terminé en tête du classement final, avec un seul point d'avance sur l'US Ouagadougou et quatre sur le tenant du titre, le Racing Club de Bobo. C'est le second titre de champion du Burkina Faso de l'histoire du club qui réalise même le doublé en s'imposant en finale de la Coupe du Faso face à l'AS SONABEL.

## Qualifications continentales
Deux places en compétitions continentales sont réservées aux clubs burkinabés : le champion se qualifie pour la Ligue des champions de la CAF 2017 tandis que le vainqueur de la Coupe du Burkina Faso obtient son billet pour la Coupe de la confédération 2017.

## Les clubs participants
- Union sportive des Forces armées
- Étoile Filante de Ouagadougou
- ASFA Yennenga
- AS SONABEL
- Racing Club de Bobo
- Santos Football Club
- Association Jeunes Espoirs de Bobo-Dioulasso - Promu en Championnat National
- Rail Club du Kadiogo
- Bankuy Sports
- US Ouagadougou
- Centre KOZAF
- Union sportive du Yatenga - Promu en Championnat National
- Bouloumpoukou FC
- ASF Bobo-Dioulasso
- Union sportive de la Comoé
- Majestic de Pô SC

## Compétition
Le barème de points servant à établir le classement se décompose ainsi :
- Victoire : 3 points
- Match nul : 1 point
- Défaite : 0 point

### Classement
| Rang | Équipe                                        | Pts | J  | G  | N  | P  | Bp | Bc | Diff |
| ---- | --------------------------------------------- | --- | -- | -- | -- | -- | -- | -- | ---- |
| 1    | Rail Club du KadiogoC                         | 60  | 30 | 17 | 9  | 4  | 34 | 14 | +20  |
| 2    | US Ouagadougou                                | 59  | 30 | 15 | 14 | 1  | 32 | 12 | +20  |
| 3    | Racing Club de BoboT                          | 56  | 30 | 17 | 5  | 8  | 35 | 16 | +19  |
| 4    | ASFA Yennenga                                 | 45  | 30 | 13 | 6  | 11 | 27 | 25 | +2   |
| 5    | Santos Football Club                          | 44  | 30 | 10 | 14 | 6  | 31 | 21 | +10  |
| 6    | Centre KOZAF                                  | 44  | 30 | 11 | 11 | 8  | 31 | 21 | +10  |
| 7    | Étoile Filante de Ouagadougou                 | 39  | 30 | 10 | 9  | 11 | 24 | 28 | -4   |
| 8    | AS SONABEL                                    | 38  | 30 | 8  | 14 | 8  | 19 | 20 | -1   |
| 9    | Bouloumpoukou FC                              | 37  | 30 | 9  | 10 | 11 | 20 | 25 | -5   |
| 10   | Union sportive des Forces armées              | 36  | 30 | 9  | 9  | 12 | 24 | 30 | -6   |
| 11   | Majestic SC                                   | 35  | 30 | 9  | 8  | 13 | 25 | 30 | -5   |
| 12   | Association Jeunes Espoirs de Bobo-DioulassoP | 35  | 30 | 9  | 8  | 13 | 20 | 29 | -9   |
| 13   | ASF Bobo-Dioulasso                            | 33  | 30 | 7  | 12 | 11 | 27 | 33 | -6   |
| 14   | Union sportive de la Comoé                    | 33  | 30 | 6  | 15 | 9  | 11 | 19 | -8   |
| 15   | Union sportive du YatengaP                    | 31  | 30 | 8  | 7  | 15 | 23 | 33 | -10  |
| 16   | Bankuy Sports                                 | 15  | 30 | 2  | 9  | 19 | 11 | 38 | -27  |

|  | Qualification pour la Ligue des champions de la CAF 2017              |
|  | Qualification pour la Coupe de la confédération 2017                  |
|  | Relégation directe en deuxième division                               |
|  | T : Tenant du titre C : Vainqueur de la Coupe du Faso P : Promu de D2 |

## Bilan de la saison
| Championnat du Burkina Faso de football 2015-2016 |                                 |
| Champion                                          | Rail Club du Kadiogo (2e titre) |
| Coupes et trophées                                |                                 |
| Vainqueur de la Coupe du Burkina Faso 2015-2016   | Rail Club du Kadiogo            |
| Qualifications continentales                      |                                 |
| Ligue des champions de la CAF 2017                | Rail Club du Kadiogo            |
| Coupe de la confédération 2017                    | AS SONABEL                      |
| Promotions et relégations                         |                                 |
| Promus en Championnat National                    | AS Police                       |
| Promus en Championnat National                    | Rahimo FC                       |
| Relégués en Deuxième division                     | Union sportive du Yatenga       |
| Relégués en Deuxième division                     | Bankuy Sport                    |